# Lew Hoad
Lewis Alan « Lew » Hoad, né le 23 novembre 1934 à Glebe (Nouvelle-Galles du Sud) et mort le 3 juillet 1994 à Fuengirola (Espagne), est un joueur de tennis australien, actif de 1950 à 1972.
Hoad a remporté 51 titres en simple messieurs, dont quatre titres du Grand Chelem.
Auteur d'un Petit Chelem et d'un Grand Chelem de finales en 1956, il est désigné N°1 mondial à l'issue de cette même saison, et a également remporté huit titres du Grand Chelem en double messieurs et un titre en double mixte. Il conquiert la Coupe Davis à quatre reprises avec l'équipe d'Australie, en 1952, 1953, 1955 et 1956.
lI fut entraîneur pour l'équipe de Coupe Davis espagnole à la fin des années 1960.
Lew Hoad a été intronisé au International Tennis Hall of Fame en 1980.

## Biographie
Blond et beau comme une vedette de cinéma, avec un physique fort et une personnalité ouverte, Hoad est devenu une icône de tennis dans les années 1950. Sa force était très importante dans son jeu d'attaque, ses atouts sont la volée, le smash, un service puissant et une rapidité de ses réflexes, mais Hoad avait aussi assez d'adresse pour gagner Roland-Garros sur sa terre battue assez lente. Hoad préfère le gazon, cependant sa meilleure surface reste le ciment.
A 16 ans, il devient Champion junior en Australie 1951 battant en finale son grand rival et ami Ken Rosewall. De 1952 à 1956, il était classé parmi les 10 meilleurs amateurs du monde, étant le numéro 1 mondial en 1956 jusqu'en juillet 1957. Souhaitant assurer financièrement son avenir, il deviendra un joueur professionnel dans la troupe de Kramer dès l'été 1957, signant un contrat de 100 000$. Durant sa carrière de joueur professionnel il remporta une dizaine de titres avec des victoires notables en finale sur des prestigieux adversaires tels que Ken Rosewall, Pancho Gonzales, Pancho Segura ou Ashley Cooper.
Il arrête sa carrière pro pour des problèmes récurrents de dos. N'étant plus sous contrat professionnel et après deux années d'absence loin des courts, il remporta à la surprise générale son dernier titre sur le circuit amateur lors de la Dewar Cup à Aberavon en indoor le 2 novembre 1969 en battant le Sud-Africain Bob Hewitt en deux sets : 9-7, 6-1. Durant cette même période, Hoad s'établit avec son épouse Jenny Staley en Espagne jusqu'à la fin de sa vie. Cette nouvelle terre d'accueil lui permettra de s'occuper de tennis autrement en étant notamment l'entraîneur de l'équipe espagnole de Coupe Davis et aussi en étant un enseignant dans une école de tennis près de Marbella.
Durant sa carrière, il a remporté 13 titres du Grand Chelem : 4 en simple, 8 en double et 1 en double mixte.
Selon Pancho Gonzales, Hoad « ... était le seul gars qui, si je jouais mon meilleur tennis, pouvait me battre quand même. Je crois que son jeu était le meilleur jeu de tous les temps. Meilleur que le mien. »
Lew Hoad décède d'une leucémie le 3 juillet 1994.